# Le Cormier
Cormier – miejscowość i gmina we Francji, w regionie Normandia, w departamencie Eure.
Według danych na rok 1990 gminę zamieszkiwało 307 osób, a gęstość zaludnienia wynosiła 29 osób/km² (wśród 1421 gmin Górnej Normandii Cormier plasuje się na 606. miejscu pod względem liczby ludności, natomiast pod względem powierzchni na miejscu 316.).